# قائمة أنواع البطريقيات

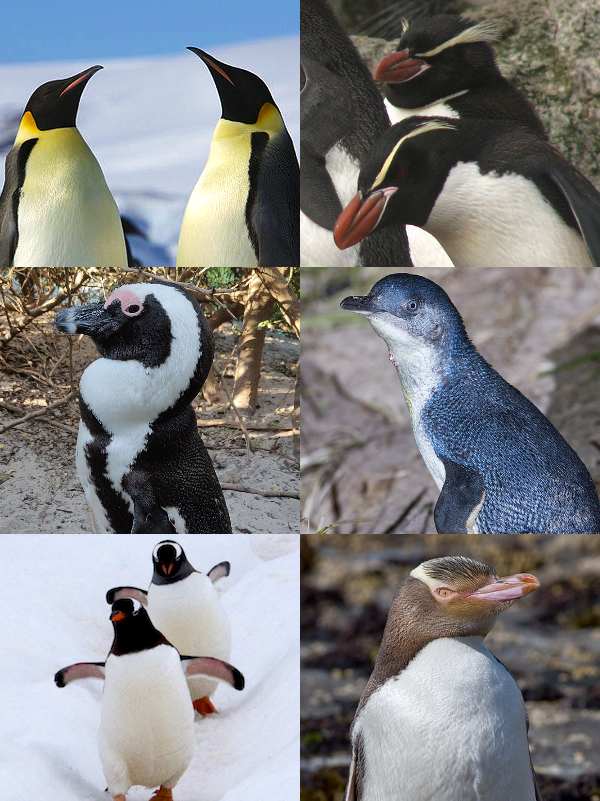
ستة أنواع من البطريقيات (باتجاه عقارب الساعة من الجهة العليا اليسرى) بطريق إمبراطوري، بطريق سنار، بطريق أسترالي، بطريق أصفر العينين، بطريق جنتو، بطريق ناهق.

البِطريقيَّات (الاسم العلمي: Spheniscidae)؛ هي فصيلة من الطيور المائية غير القادرة على الطيران التي تتبع فصيلة قصيرات الجناح. تعيش البطريقيات حصريًا في نصف الأرض الجنوبي ما خلا نوعًا واحدًا منها فقط، هو بطريق غالاباغوس الذي يعيش شمال خط الاستواء. تقضي البطاريق ما يقرب من نصف حياتها على الأرض والنصف الآخر في البحر، وهي متكيفة مع الحياة في المياه، وتتمتع بلون ريش داكن من الأعلى وأبيض من الأسفل. تتغذى معظم طيور البطريق على الكريل والأسماك والحبار وأشكال الحياة البحرية الأخرى التي تصيدها بواسطة مناقيرها
وتبتلعها أثناء السباحة. للبطريق لِسان شَوكي وفكَّين قويان لالتقاط الفرائس الزلقة.
تُقسّم البطريقيات إلى 21 نوعًا مُقسَّمَة بدورها إلى 6 أجناس ضمن فُصيلة واحدة باقية، وهي فُصيلة البطاريق الحديثة. وتضم هذه الفُصيلة نوعين مُنقرضين هُما بطريق شاتام [الإنجليزية] (الاسم العلمي: Eudyptes warhami) وبطريق وايتاها [الإنجليزية] (الاسم العلمي: Megadyptes waitaha) اللذان انقرضا في الألفية السابقة ويُرجَّح أن هذا بسبب صَيدها وأكلها من الپُولينزِيين.

## الاصطلاحات
وُضعت رموز حالة الحفظ اعتمادًا على القائمة الحمراء للأنواع المهددة بالانقراض التابعة للاتحاد الدولي لحفظ الطبيعة. أُدرجت خرائط الانتشار حيثما أمكن ذلك، وفي حال عدم توافرها، فقد وُضع وصفٌ لنطاق الانتشار. تعتمد النطاقات على القائمة الحمراء للاتحاد الدولي لحفظ الطبيعة ما لم يُذكر خلاف ذلك.

## التصنيف
تتكوَّن فصيلة البطريقيَّات من 21 نوعًا باقيًا (إضافةً إلى بطريق وايتاها وبطريق شاتام)، وهذه الأنواع تُقسّم إلى 6 أجناس ضمن الفُصيلة الوحيدة الباقية، وهذا دون الأخذ باعتبار بعض الخلافات التصنيفية لبعض الأنواع، ودون احتساب الأنواع التي انقرضت مُنذُ عُصُور ما قبل التاريخ.
- فُصيلة البطاريق الحديثة
  - جنس البطاريق مُحَدبة الجناح: نوعان
  - جنس البطاريق كَفَلِيّة السيقان: ثلاث أنواع
  - جنس البطاريق الغواصة الصغيرة: نوعان
  - جنس البطاريق إسفينية الجناح: أربعة أنواع
  - جنس البطاريق الغواصة الكبيرة: نوعان (مِنهُمَا نوعُ منقرض)
  - جنس البطاريق الغواصة البارعة: ثمانية أنواع (منها نوعُ منقرض)

## البطريقيات
| جنس البطاريق مُحَدبة الجناح ميلر، 1778 – نوعان                                |                                                                             | | |        |
| الاسم                                                                       | حالة الحفظ وتقدير الجُمهرة                                                   | الانتشار | الوصف | الصورة |
| البِطْرِيقُ الإِمْبَرَاطُوري Aptenodytes forsteri غراي، 1844                         | قخ ▼ غير معلوم                                                              | في القطب الجنوبي للأرض بين دائرتي 66ْ و77ْ جنوبًا. | أكبر أنواع البطاريق على الإطلاق، يصل طول الكبار إلى 1,22 متر، وتتراوح زنتها ما بين 22 إلى 40 كجم، لون البوالغ أسود من الجزء العُلوي وأبيض من الجزء السُفلي، مع لون أصفر باهِت عند القسم العُلوي من الصدر، ويظهرُ على الأُذنين بُقعتان صفراوتان فاتحتان.                                                                                     |        |
| مَلِكُ البَطاريق Aptenodytes patagonicus ميلر، 1778                             | غم غير معلوم                                                                | تتكاثر ملوك البطاريق في الجزر الواقعة تحت القطب الجنوبي بين 45 و55 درجة جنوبا، في الروافد الشمالية للقارة القطبية الجنوبية، وكذلك تييرا ديل فويغو، وجزر فوكلاند، والجزر المعتدلة الأخرى في المنطقة. | ثاني أكبر البطاريق في العالم، يكون طوله بين 70-100 سم وزنه 9.3-18 كجم. لون البوالغ مشابه للبطريق الإمبراطور إلا أن الجزء العلوي ذي لون رمادي مُزْرَّق مع رأس أسود ووأعلى الصدر والبقعتان اللَتان قُرب الأذن ذات لون بُرتقالي. |        |
| جنس البطاريق كَفَلِيّة السيقان واجلير، 1832 – ثلاثة أنواع                       |                                                                             | | |        |
| الاسم                                                                       | حالة الحفظ وتقدير الجُمهرة                                                   | الانتشار | الوصف | الصورة |
| بِطْريق أديلي Pygoscelis adeliae هومبرون وجاكينوت، 1841                       | غم 10,000,000                                                               | يقطن ويفرخ في القارة القُطبية الجنوبية. | بطريق متوسط الحجم يتراوح طوله بين 70-73 سم والوزن من 3.8-8.2 كجم. البوالغ لونها أسود مع بطن أبيض والعين حولها حلقة بيضاء بينما المِنقار ذو نهاية بُنيّة مُحمرَّة. |        |
| البِطٔريق المُزنق Pygoscelis antarctica فورستر، 1781                           | غم ▼ 8,000,000                                                              | يسكن مجموعة متنوعة من الجزر والشواطئ في جنوب المحيط الهادئ والمحيطات القطبية الجنوبية. | يتراوح طوله مابين 68-76 سم ووزنه 3.2-5.3 كجم. البوالغ لونها أسود والجزء السُفلي وخط أسود ضيق في الوجه أما العينان بُنيَتان ضاربة للحُمرة والأقدام وردية. |        |
| بِطْريق بابوا Pygoscelis papua فورستر، 1781                                   | غم 774,000                                                                  | يتكاثر في العديد من الجزر الواقعة قرب القطب الجنوبي. تقع المستعمرات الرئيسية في جزر فوكلاند وجورجيا الجنوبية وجزر ساندويتش الجنوبية وجزر كيرغولين.                                                  | يتراوح الطول من 55-90 سم، ويصل الوزن الأقصى ل8.5 كجم. البوالغ سوداء مع بطن بيضاء والمنقار أحمر وهناك شريط أبيض على الرأس مابين عيني الطائر والأقدام وردية. تبلغ سرعته أثناء السباحة 40 كيلومتر ما يجعله أسرع الطيور في هذه النقطة.                                                                                                   |        |
| جنس البطاريق الغواصة الصغيرة بونابارت، 1856 – نوعان                         |                                                                             | | |        |
| الاسم                                                                       | حالة الحفظ وتقدير الجُمهرة                                                   | الانتشار | الوصف | الصورة |
| البِطْريق الصَغِير Eudyptula minor فورستر، 1781                                 | غم 469,760 (الإحصاء يشمل البطريق الأسترالي كون IUCN مازالت تعتبره نُويعًا له) | يستوطن سواحل نيوزيلندا شَامِلًا شاتام نِطاقه باللون الأزرق | يصل طوله إلى ما بين 30-33 سم ويزن في المتوسط 1.5 كجم. الرأس والأجزاء العلوية زرقاء اللون، مع غطاء أذن رمادي أردوازي والأجزاء السفلية بيضاء. |        |
| البِطْريق الأُسْتُرالي Eudyptula novaehollandiae ستيفنس، 1826                    | (الإحصاء أعلاه يشمل البطريق الأسترالي كون IUCN مازالت تعتبره نويعا له)      | يستوطن سواحل جنوب أستراليا وأوتاغو بنيوزيلاندا نِطاقه باللون الأحمر الباهت | كان يعتبر سابقا نوعًا فرعيًا من البطريق الصغير ولكن تم فصله إلى نوع مستقل بعد دراسة في سنة 2016. |        |
| جنس البطاريق إسفينية الجناح بريسون، 1760 – أربعة أنواع                      |                                                                             | | |        |
| الاسم                                                                       | حالة الحفظ وتقدير الجُمهرة                                                   | الانتشار | الوصف | الصورة |
| البِطٔريق الماجِلاني Spheniscus magellanicus فورستر، 1781                      | غم ▼ 2,200,000-3,200,000                                                    | يعيش في أمريكا الجنوبية وتحديدا في سواحل باتاغونيا والجزر المحيطة بها مثل جزر فوكلاند. | بطريق متوسط الحجم يتراوح طوله مابين 63-76 سم وزونه من 2.7-6.5 كجم. البوالغ لديها ظهر أسود وبطن بيضاء. يوجد شريطان أسودان بين الرأس والصدر، والشريط السفلي على شكل حدوة حصان مقلوبة. الرأس أسود مع شريط أبيض عريض يمتد من خلف العين، حول أغطية الأذن السوداء والذقن، وينضم عند الحلق.                                                 |        |
| بِطْريق هَمْبولت Spheniscus humboldti ميين، 1834                                | خد ▼ 23,800                                                                 | يعيش في الساحل الغربي من أمريكا الجنوبية ويتكاثر جنوب تشيلي إلى شمال البيرو | يتراوح طوله مابين 56-70 سم وزونه من 2.9-6 كجم. البوالغ لها رأس أسود مع شريط أبيض يمتد من خلف العين، حول أغطية الأذن السوداء والذقن، وتنضم عند الحلق. الأجزاء العلوية رمادية مائلة إلى السواد وأجزاء سفلية بيضاء، مع شريط أسود في صدر يمتد إلى الأسفل حتى الفخذ.                                                                      |        |
| بِطْريق غالاباغوس Spheniscus mendiculus سوندفال، 1871                         | خم ▼ 1,200                                                                  | نوع متوطن في جزر غالاباغوس | يتراوح طوله مابين 49-50 سم والوزن مابين 2.5-4.5 كجم. البوالغ ذات رأس أسود مع شريط أبيض ضيق يمتد من خلف العين، حول أغطية الأذن السوداء والذقن، ويضم في الحلق. الجزء العلوي من المنقار أسود اللون ويتحول إلى اللون الوردي في الأسفل. هناك شريطان أسودان عبر الصدر يتصلان بالظهر، ويمتد الشريط السفلي إلى الأسفل من الجانبين إلى الفخذ. |        |
| البِطْريق الناهِق Spheniscus demersus لينيوس، 1758                             | خم ▼ 41,700                                                                 | يستوطن سواحل ناميبيا وجنوب أفريقيا | يتراوح طوله مابين 60-70 سم والوزن مابين 2.2-3.5 كجم. لون البوالغ أسود مع بطن بيضاء مرقطة ورأس أسود مع شريط أبيض يمتد من فوق العين إلى أن يصل للصدر وتملك شريطا أسودا في الصدر يمتد حتى الفخذ. |        |
| جنس البطاريق الغواصة الكبيرة ميلن إدواردز، 1880 – نوعان                     |                                                                             | | |        |
| الاسم                                                                       | حالة الحفظ وتقدير الجُمهرة                                                   | الانتشار | الوصف | الصورة |
| البِطْريق أصفر العَينين Megadyptes antipodes هومبرون وجاكينوت، 1841            | خم ▼ 2,600-3,000                                                            | نوع مُستوطن في نيوزيلندا وتحديدا في الجنوب الشرقي في الجزيرة الجنوبية والجزر المحيطة | يتراوح الطول بين 62 و79 سم ووزنها بين 3 و8.5 كجم. البوالغ لها شريط أصفر باهت بين العينين مَارًا بمؤخرة الرأس المنقار وردي ذو نهاية داكنة والجبهة والتاج وجوانب الرأس رمادية ضاربة للذهبي بينما مؤخرة العنق والمناطق المحيطة بنية فاتحة بينما الظهر أزرق إردوازي ضارب للأسود. بينما البطن والصدر باللون الأبيض.                         |        |
| بطريق وايتاها [الإنجليزية] Megadyptes waitaha بوسِنكول، 2009                 | (نوع مُنقرض)                                                                 | الجزيرة الجنوبية وجزيرة ستيوارت، وكذلك جزيرة كودفيش قبالة شاطئ جزيرة ستيوارت | يشير وجود بقايا بطريق وايتاها في السياقات الأثرية إلى أن المُستوطنين البولينيزيين الأوائل اصطادوا هذا النوع، مع إحتمال ضغط الافتراس الإضافي من قِبل الجرذان والكلاب البولينيزية، الذي كان سببًا مُحتملا لانقراضها السريع حوالي عام 1500 ميلادي.                                                                                          | __     |
| جنس البطاريق الغواصة البارعة ڤيو، 1816 – ثمانية أنواع                       |                                                                             | | |        |
| الاسم                                                                       | حالة الحفظ وتقدير الجُمهرة                                                   | الانتشار | الوصف | الصورة |
| بِطٔريق فِيُوردلَند المُتَوَّج Eudyptes pachyrhynchus غراي، 1845                     | قخ ▼ 12,500-50,000                                                          | يستوطن الساحل الغربي للجزيرة الجنوبية لنيوزيلندا والجُزُر المحيطة | يصل طوله لستين سم ويتراوح وزنه بين 2-5.95 كجم. البوالغ ذات لون رمادي داكن ضارب للزرقة وبطن بيضاء مع رأس داكن ولها عُرف أصفر يمتد من الحاجب ويصبح متدليا في منطقة ما وراء العين. ومنقاره كبير وبرتقالي |        |
| بِطْريق سْنار Eudyptes robustus أوليڤر، 1953                                   | خد 63,000                                                                   | يستوطن جزر سنار الواقعة قُبَالة ساحل نيوزيلندا | يترواح طوله بين 50-70 سم ووزنه 2.5-4 كجم. لونه أسود مع جزء سفلي أبيض ومع عرف أصفر، بالإضافة إلى منقار برتقالي كبير ورُقعة من الجِلد الوردي الشاحب على قاعدته. |        |
| البِطْريق مُنْتَصِب التَاج Eudyptes sclateri بولر، 1888                            | خم ▼ 150,000                                                                | يُعشش في جزر باونتي وجزر المتناظرة الواقعة في الساحل الجنوبي لنيوزيلندا | يتراوح طوله بين 50-70 سم ووزنه من 2.5-6 كجم. البوالغ لونها من الأسود مُزرَّق إلى الفاحِم من الجزء العُلوي مع جزء سُفلي أبيض مع منقار برتقالي ولديه تاج قصير منتصب يمتد من الحاجب. |        |
| البِطْريق نَطَّاط الصُخور الجنوبي Eudyptes chrysocome فورستر، 1781                | خد ▼ 2,500,000                                                              | يعيش في جزر شمال القارة القطبية الجنوبية، من تشيلي إلى نيوزيلندا. نطاقه في الخريطة بنفسجي وأخضر. | يصل طوله إلى 45-58 سم ويزن 2-3 كجم. البوالغ لها أجزاء عُلوية باللون الرمادي الأردوازي ولها حواجب صفراء مستقيمة ولامعة تنتهي بريشات طويلة مائلة للصفرة تظهر بشكل جانبي خلف العين الحمراء. |        |
| البِطْريق نَطَّاط الصُخور الشمالي Eudyptes moseleyi ماثيوز وإيريدال، 1921         | خم ▼ 413,700                                                                | جنوب المحيط الهندي والمحيط الأطلسي | يُعتبر أكبر من قريبه الجنوبي يشترك النوعان في عادة القفز والتسلق على الصخور العالية ومن هنا أخذت اسم البطاريق النطاطة. |        |
| البِطْريق المَلَكي Eudyptes schlegeli فينش، 1876                                | قخ 1,700,000                                                                | يمكن العثور عليه في جزيرة ماكواري في القطب الجنوبي والجزر المجاورة. | يتراوح طولها بين 65-75 سم يصل وزنها إلى 6 كجم. لون البوالغ أسود أو أزرق داكن من جزء عُلوي وأبيض من الجزء السُفلي مع وجه وحلق أبيضين، التاج في الرأس أصفر ضارب للبرتقالي مع منقار بُرتقالي. |        |
| البِطْريق المُتَوَّج Eudyptes chrysolophus براندت، 1837                           | خد ▼ غير معلوم                                                              | يستوطن المنقطة شبه القطبية إلى شبه الجزيرة القطبية الجنوبية | يبلغ طوله حوالي 70 سم والوزن من 3.5-6.5 كجم. لون البوالغ أسود من الجزء العُلوي بما في ذلك الرأس أما الأجزاء السفلية بيضاء ولديها عرف أصفر برتقالي على رؤوسها مع منقار برتقالي. |        |
| بطريق شاتام [الإنجليزية] Eudyptes warhami كول وتينيسون وكِسيبكا وتوماس، 2019 | (نوع مُننقرض)                                                                | جُزر شاتام | إستوطن البولينيزيون جزر شاتام حوالي عام 1450 ميلاديًا، ومن المحتمل أن يكون بطريق شاتام قد تعرض للانقراض في غضون 150-200 سنة بعد وصولِهم. كان من شبه المؤكد أنه انقرض قبل وصول الأوروبيين إلى جزر شاتام. | __     |